# Cantonul Fameck
Cantonul Fameck este un canton din arondismentul Thionville, departamentul Moselle, regiunea Lorena, Franța.

## Comune
| Comune     | Populație (1999) | Cod poștal | Cod INSEE |
| ---------- | ---------------- | ---------- | --------- |
| Fameck     | 13 082           | 57290      | 57206     |
| Mondelange | 6 058            | 57300      | 57474     |
| Richemont  | 1 879            | 57270      | 57582     |